# 蔡溫義
蔡溫義（1956年9月29日—）是台灣的一位舉重運動員和教練。在1984年洛杉磯奧運會上獲得男子舉重60公斤級銅牌（抓舉125公斤、挺舉147.5公斤，總和成績272.5公斤），是台灣在此次奧運會上獲得的唯一獎牌（棒球項目為表演示範項目，中華隊奪下銅牌）。蔡溫義也是繼田徑好手楊傳廣、紀政之後，第三位在奧運奪牌的台灣選手，也是舉重項目的首面獎牌。
多年後接受訪問曾透露，當時比賽進行時，所有台灣媒體、代表團都前往觀看中華棒球隊與美國隊的比賽，自己在參與比賽完後直到回到選手村代表團成員才得知蔡溫義拿下銅牌。
蔡溫義在贏得奧運銅牌之後，轉向教練發展，並且開始帶動起女子舉重的風氣，培養出林子琦、陳淑枝、陳瑞蓮、朱南美、吳美儀、許淑淨等女子舉重好手，橫掃亞運會、世錦賽等大小賽會，並在2000年雪梨奧運摘下一銀一銅、2012年倫敦奧運摘下一金，2016年里約奧運摘下一金，為台灣的女子舉重奠下基礎。
後因弟子林子琦、許淑淨接連傳出涉嫌禁藥，體育署與舉重協會、國家訓練中心召開會議，會中達成決議，於2019年4月11日提前終止蔡溫義舉重國家隊總教練一職。